# Campeonato Paulista de Futebol de 1960 - Primeira Divisão
O Campeonato Paulista de Futebol de 1960 - Primeira Divisão foi a 14.ª edição do torneio promovida pela Federação Paulista de Futebol, e equivaleu ao segundo nível do futebol do estado de São Paulo. O título ficou com a Esportiva da cidade de Guaratinguetá, que obteve o acesso e o direito de disputar o Campeonato Paulista de Futebol de 1961.
Após a criação da Quarta Divisão nesse ano de 1960, houve uma reformulação do Campeonato Paulista, com a Segunda Divisão passando a se chamar Primeira Divisão, e a divisão maior passando a se chamar Divisão Especial. Essa reformulação foi baseada no critério de uma população mínima de 50 mil habitantes por município na época, o que causou a "renegação" de muitos clubes e foi muito contestada por clubes e pelas respectivas cidades excluídas. A redução deveria ter sido de 40 para 22 times e não para 11, tanto que em 1961 já houve a participação de 22 times.
Estas alterações reduziram o número de times para 11, sendo os 8 finalistas da edição anterior, com exceção do Corinthians de Prudente, que foi promovido a Primeira Divisão, mais os 3 times rebaixados, e por fim, o Irmãos Romano, campeão da Terceira Divisão.

## Forma de disputa
As 11 equipes disputaram o campeonato por pontos corridos em turno e returno.

## Classificação
| 1  | Esportiva             | 28 |
| 2  | Catanduva*            | 27 |
| 2  | Batatais*             | 27 |
| 4  | Nacional (São Paulo)  | 26 |
| 4  | São Bento             | 26 |
| 6  | Bragantino            | 23 |
| 7  | Irmãos Romano         | 16 |
| 7  | São Bento             | 16 |
| 9  | XV de Jaú             | 14 |
| 10 | Estrela da Saúde F.C. | 09 |
| 11 | Comercial (São Paulo) | 08 |

* Cataduva e Batatais tiveram a mesma pontuação e ficaram com o vice-campeonato.

## Jogo decisivo
| 30 de outubro de 1960 | Esportiva                        | 5 – 0 | XV de Jaú | Guaratinguetá          |
|                       | Lucas (2), Tupi, Alcino, Marucci |       |           | Árbitro: Valter Galera |

Esportiva: Costa; Canindé, Bolar e Tupi; Carlito e Taicó; Marucci, Ditinho, Matias, Lucas e Alcino

## Premiação
| Campeonato Paulista de 1960 - Segunda Divisão |
| --------------------------------------------- |
| Esportiva Campeão (1º título)                 |